# Hygrocybe
Genre
Synonymes
- Bertrandia R. Heim[2]
- Gliophorus Herink[2]
- Godfrinia Maire[2]
- Hydrophorus Battarra ex Earle[2]
- Neohygrophorus Singer ex Singer[2]
- Pseudohygrocybe (Bon) Kovalenko[2]

L’Hygrocybe est un genre de champignons de la famille des Hygrophoracées.

## Caractéristiques
Il s'agit de champignons de taille modeste (4 à 7 cm, maximum 10 cm) poussant dans l'herbe. Leurs chapeaux, de couleurs diverses et parfois très vives, restent souvent assez longtemps coniques avant de s'étaler et présentent un aspect « humide » (d'où leur nom tiré du grec qui signifie littéralement tête d'eau), cireux ou visqueux. Plusieurs espèces noircissent en vieillissant. 
La présence  d'hygrocybes indique généralement des prairies gérées de façon extensive, non perturbées depuis relativement longtemps.

## Principales espèces
- Hygrocybe coccinea, hygrophore cochenille, rouge vif
- Hygrocybe conica, hygrophore conique, orangé (noircissant)
- Hygrocybe insipida
- Hygrocybe pseudoconica, hygrophore pseudoconique, plus volumineux, plus fibrileux, plus visqueux, (G. Eyssartier)
- Hygrocybe miniata, hygrophore minium, orange vif
- Hygrocybe nigrescens, hygrophore noircissant
- Hygrocybe nivea, hygrophore blanc de neige
- Hygrocybe pratensis, hygrophore des prés, orange-fauve
- Hygrocybe psittacina, hygrophore perroquet, jaune-vert
- Hygrocybe punicea, hygrophore rouge ponceau
- Hygrocybe vitellina, hygrophore jaune vif
- Hygrocybe calyptraeformis, hygrophore en capuchon

## Galerie

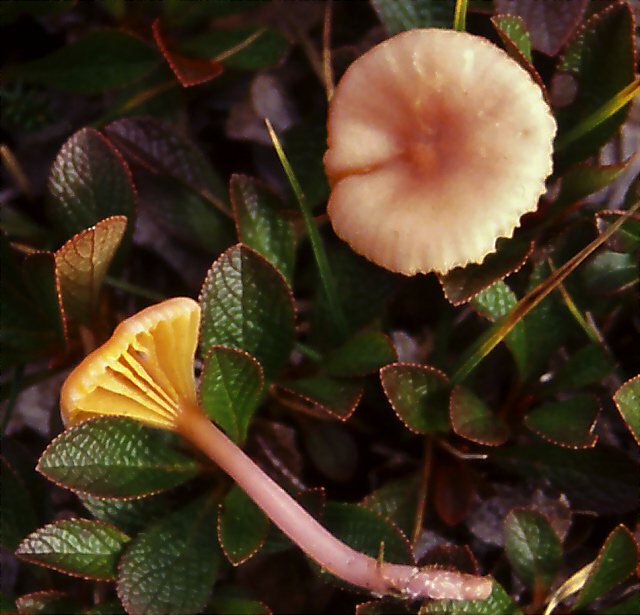
Hygrocybe lilacina.
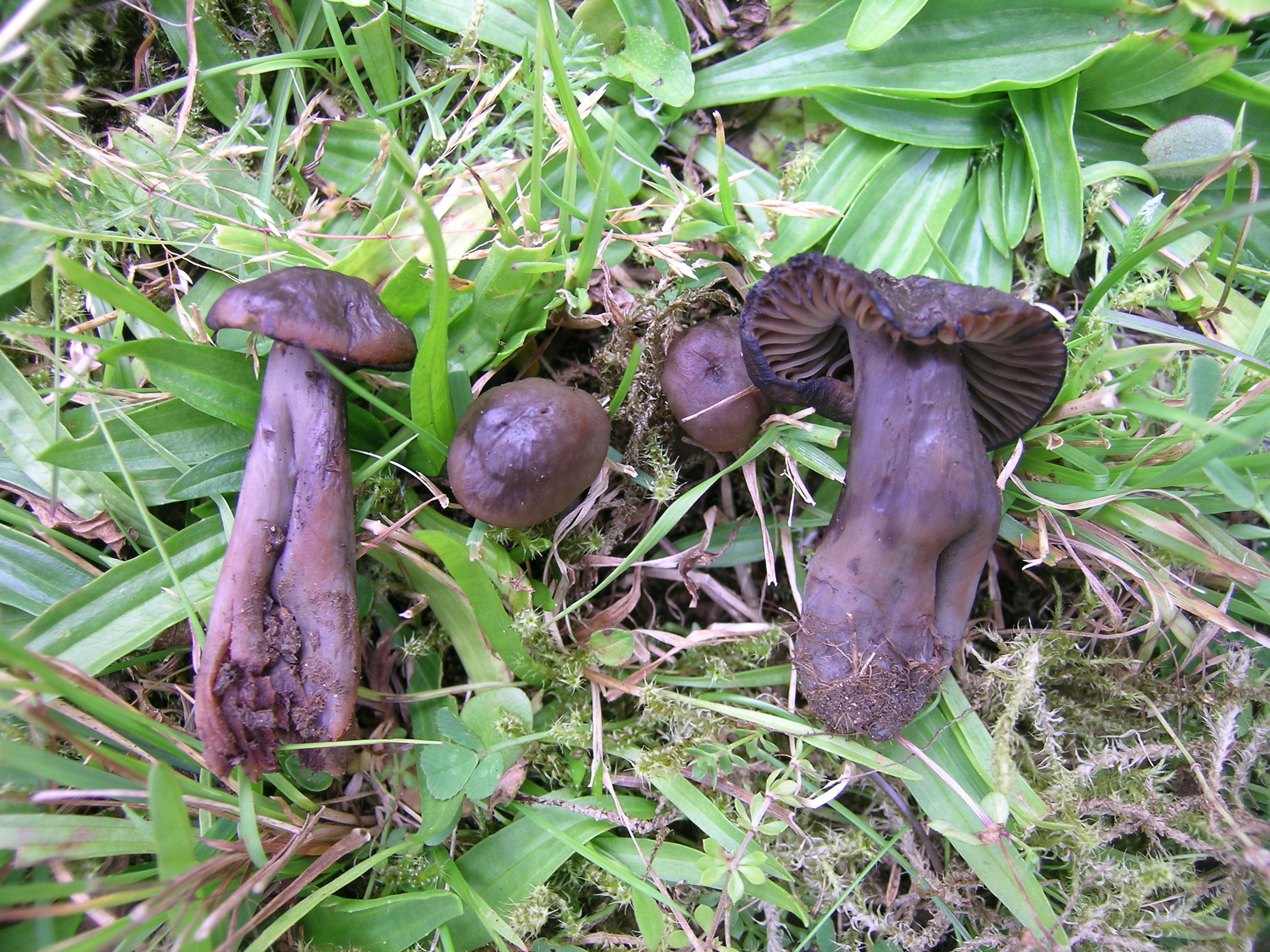
Hygrocybe ovina.
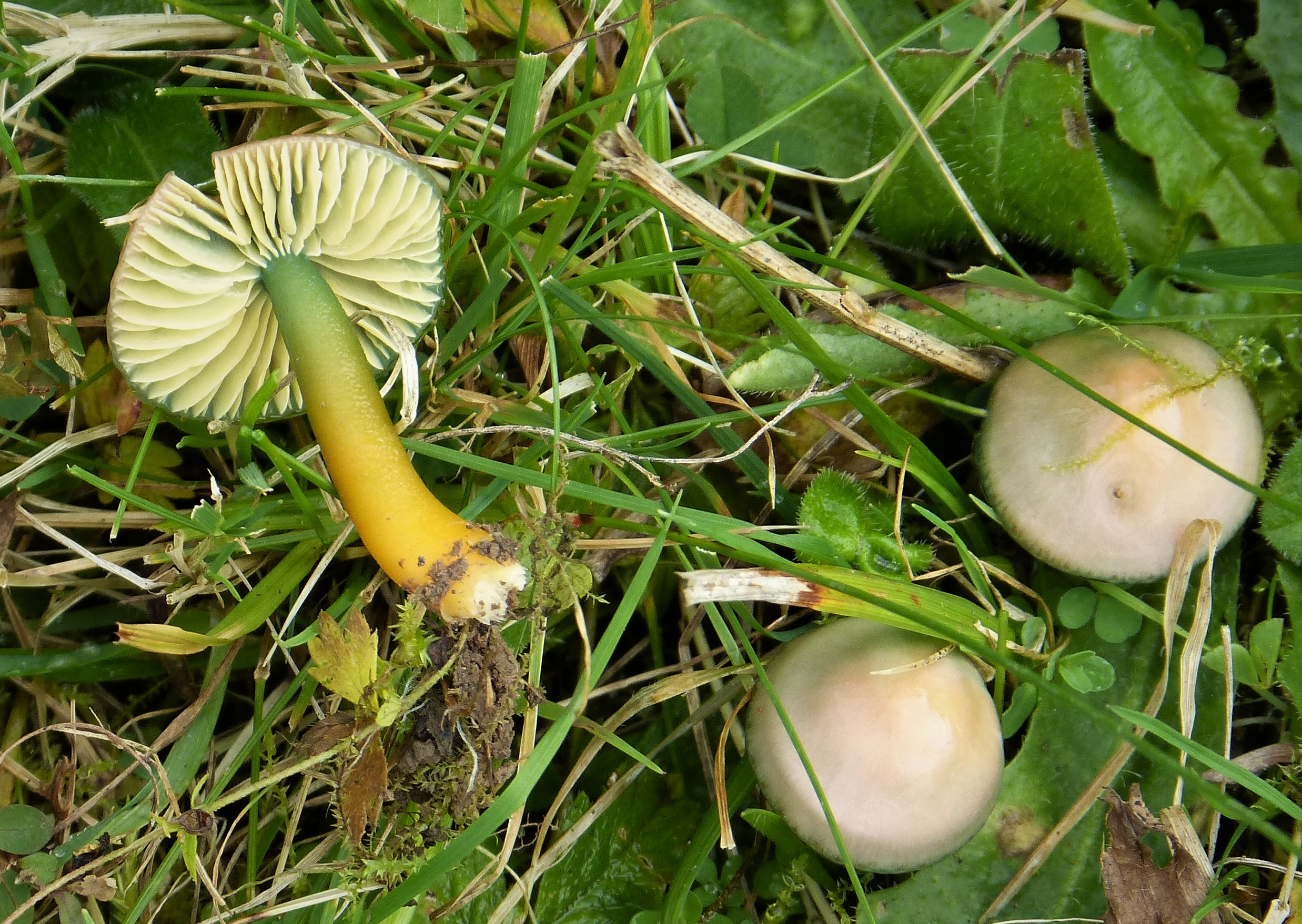
Hygrocybe psittacina.
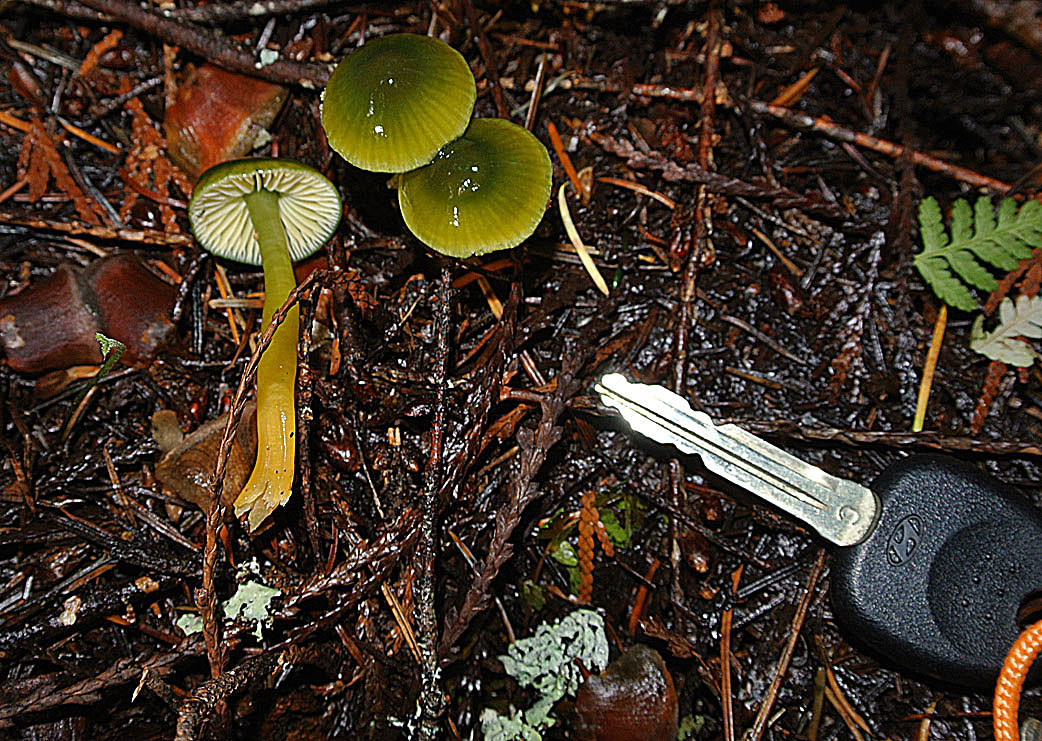
Hygrocybe psittacina.
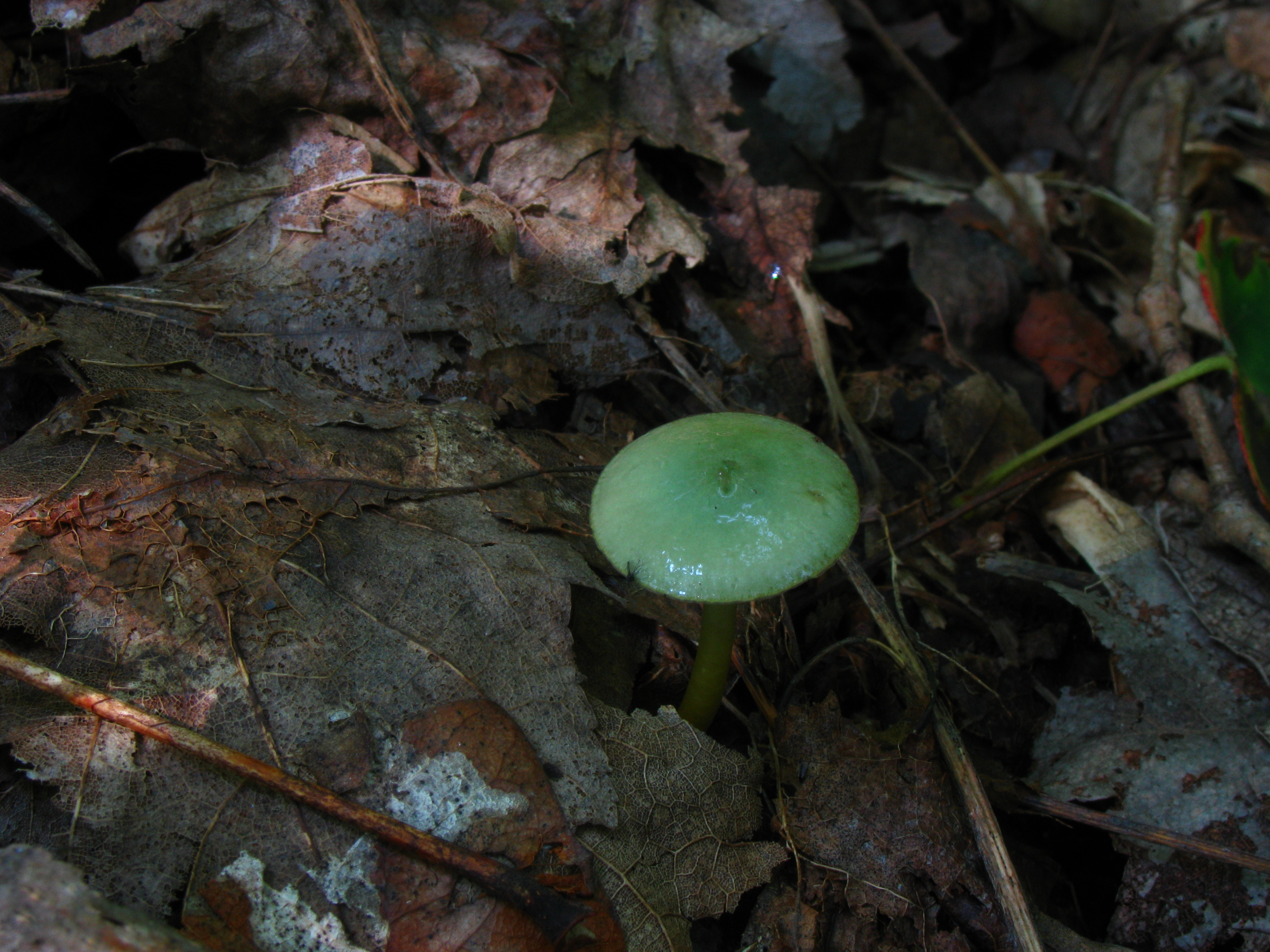
Hygrocybe psittacina.
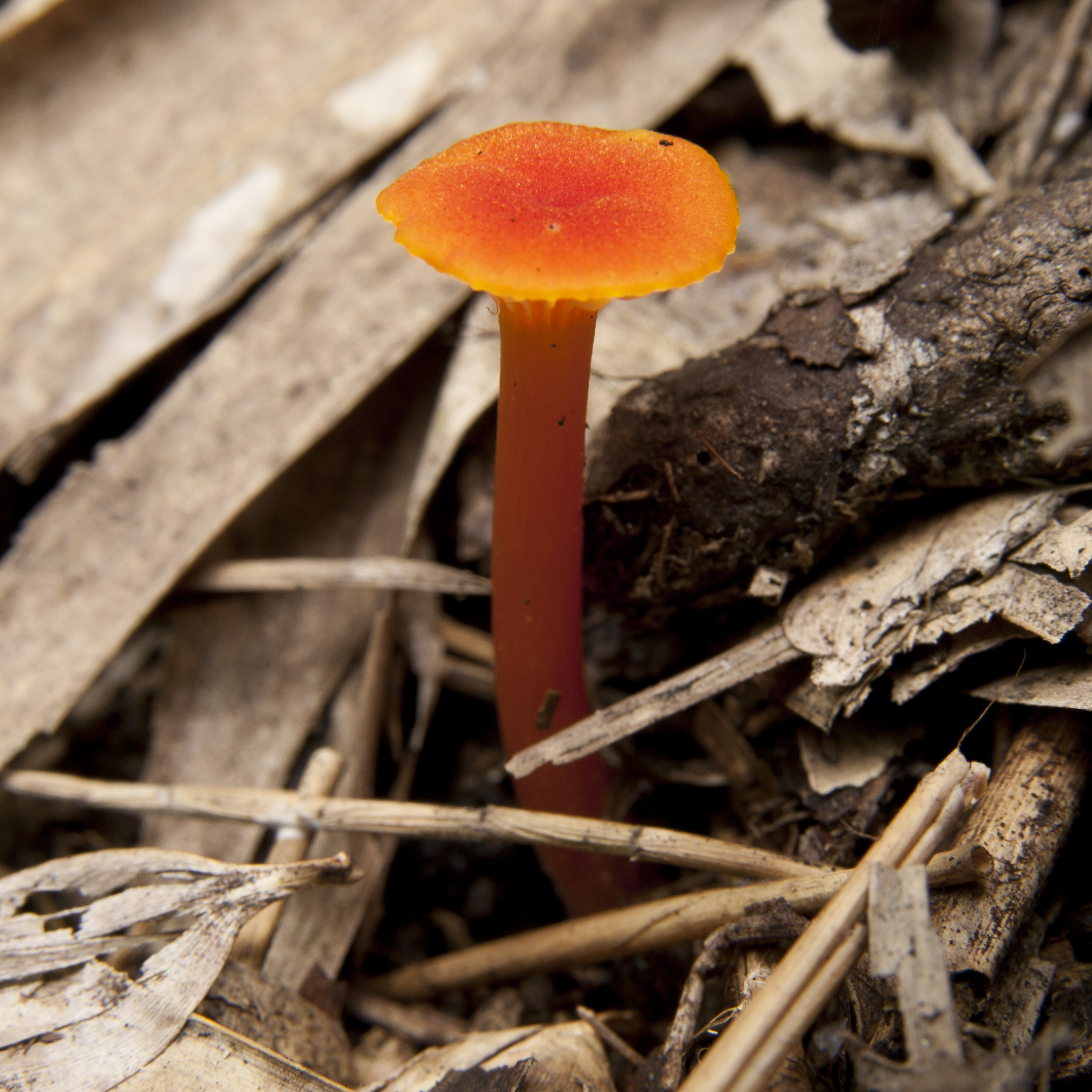
Hygrocybe cantharellus.
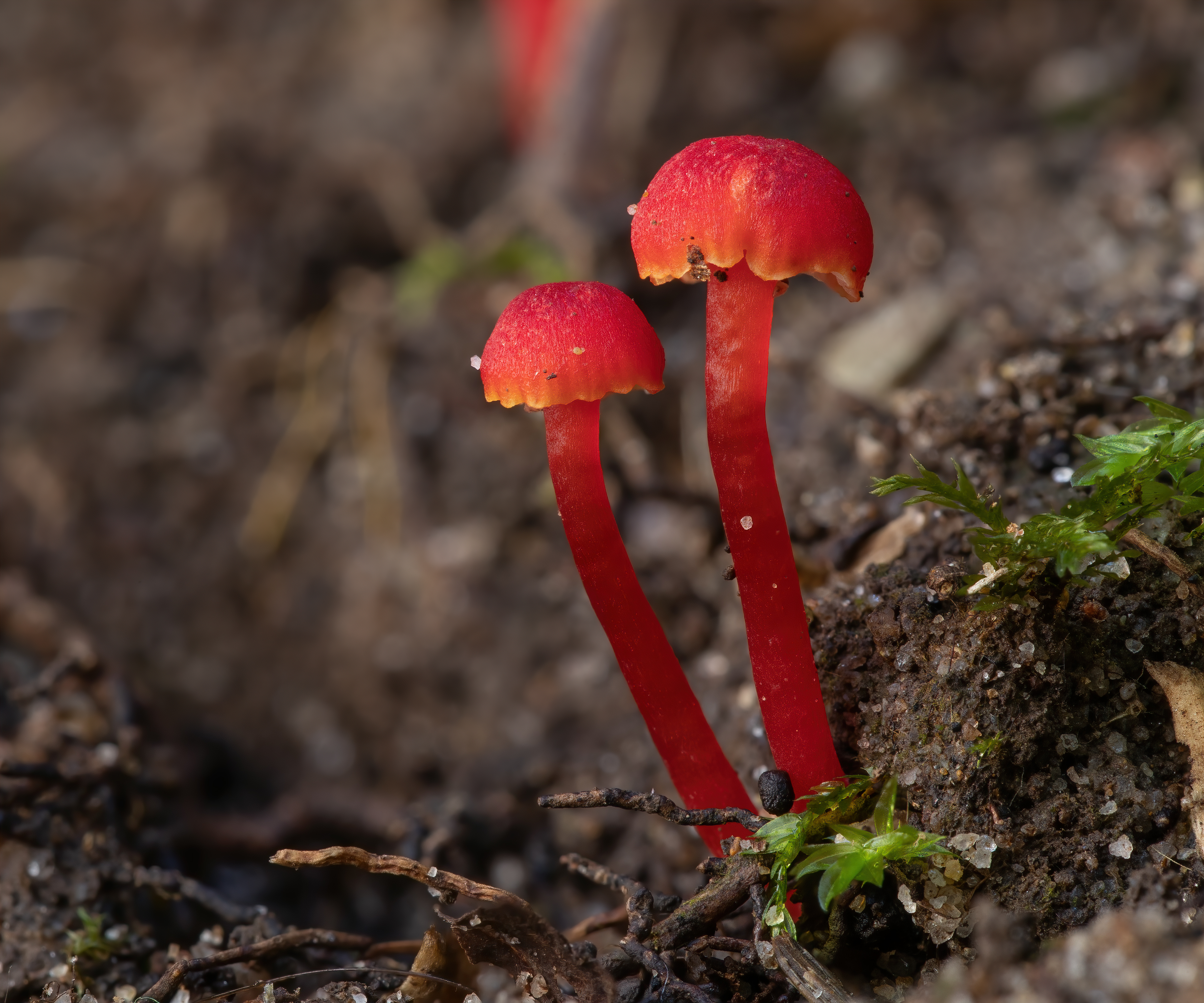
Hygrocybe miniata.

## Liste d'espèces
Selon Catalogue of Life (20 janvier 2020) :
- Hygrocybe acuta F. H. Møller, 1945
- Hygrocybe acutoconica (Clem.) Singer, 1951
- Hygrocybe albifolia (Hesler & A. H. Sm.) R. Valenz., Guzmán & J. Castillo, 1981
- Hygrocybe albomarginata S. A. Cantrell & Lodge, 2004
- Hygrocybe alboumbonata Murrill, 1911
- Hygrocybe alliciens (Berk. & Broome) Pegler, 1986
- Hygrocybe alpicola Kobayasi, 1971
- Hygrocybe alwisii (Berk. & Broome) Pegler, 1986
- Hygrocybe amazoniensis Singer, 1989
- Hygrocybe americana Bessette, A. R. Bessette, Roody & W. E. Sturgeon, 2013
- Hygrocybe ammophila Singer, 1968
- Hygrocybe amoena (Lasch) Ricken, 1918
- Hygrocybe andersonii Cibula & N. S. Weber, 1996
- Hygrocybe angustifolia (Murrill) Candusso, 1997
- Hygrocybe anisa (Berk. & Broome) Pegler, 1986
- Hygrocybe anomala A. M. Young, 1997
- Hygrocybe antillana (Pegler) Boertm., 2002
- Hygrocybe apala (Berk. & Broome) Pegler & R. W. Rayner, 1969
- Hygrocybe aphylla Læssøe & Boertm., 2008
- Hygrocybe appalachianensis (Hesler & A. H. Sm.) Kronaw., 1998
- Hygrocybe araucana Singer, 1969
- Hygrocybe arechavaletae (Speg.) Singer, 1973
- Hygrocybe arenicola Murrill, 1912
- Hygrocybe arnoldae Murrill, 1945
- Hygrocybe arnoldsii de Meijer, 2009
- Hygrocybe astatogala R. Heim ex Heinem., 1963
- Hygrocybe atro-olivacea (A. H. Sm. & Hesler) Bessette, A. R. Bessette, Roody & W. E. Sturgeon, 2013
- Hygrocybe atrosquamosa Pegler, 1983
- Hygrocybe aurantioalba Leelav., Manim. & Arnolds, 2006
- Hygrocybe aurantiocampanula A. M. Young, 1997
- Hygrocybe aurantiocephala Leelav., Manim. & Arnolds, 2006
- Hygrocybe aurantiorufa A. Pearson ex Pegler, 1996
- Hygrocybe aurantiosplendens R. Haller Aar., 1954
- Hygrocybe aurantipes A. M. Young, 1997
- Hygrocybe austrolutea A. M. Young, 1997
- Hygrocybe austropratensis A. M. Young, 1999
- Hygrocybe avellana (Beeli) Heinem., 1963
- Hygrocybe badioclavata A. M. Young, 1997
- Hygrocybe batesii A. M. Young, 1997
- Hygrocybe batistae Singer, 1965
- Hygrocybe biminiata Kühner, 1977
- Hygrocybe bipindiensis Henn., 1901
- Hygrocybe blanda E. Horak, 1990
- Hygrocybe blestiana Singer, 1969
- Hygrocybe bolensis A. M. Young, 2000
- Hygrocybe boothii A. M. Young, 2002
- Hygrocybe boriviliensis B. D. Sharma, S. D. Deshp. & S. G. Pradhan, 1986
- Hygrocybe brunnea (Cleland) Grgur., 1997
- Hygrocybe brunneosquamosa Lodge & S. A. Cantrell, 2001
- Hygrocybe brunneosquamulosa Leelav., Manim. & Arnolds, 2006
- Hygrocybe bubalinoviscida A. M. Young, 1997
- Hygrocybe caespitosa Murrill, 1914
- Hygrocybe calciphila Arnolds, 1985
- Hygrocybe californica Murrill, 1916
- Hygrocybe campinaranae Singer, 1989
- Hygrocybe cantharelliformis K. Syme, 1992
- Hygrocybe cantharellus (Fr.) Murrill, 1911
- Hygrocybe cavipes E. Horak, 1973
- Hygrocybe ceracea (Sowerby) P. Kumm., 1871
- Hygrocybe cerasinomutata A. M. Young, 1997
- Hygrocybe cereopallida (Clémençon) P. Roux & Eyssart., 2011
- Hygrocybe cerinolutea E. Horak, 1973
- Hygrocybe chamaeleon (Cibula) D. P. Lewis & Ovrebo, 2009
- Hygrocybe cheilocystidiata Courtec., 1989
- Hygrocybe chilensis Singer, 1969
- Hygrocybe chimaeroderma S. A. Cantrell & Lodge, 2000
- Hygrocybe chloochlora Pegler & Fiard, 1978
- Hygrocybe chlorophana (Fr.) Wünsche, 1877
- Hygrocybe chromolimonea (G. Stev.) T. W. May & A. E. Wood, 1995
- Hygrocybe chromoxantha A. M. Young, 1997
- Hygrocybe cinerascens (Berk. & Broome) Pegler, 1977
- Hygrocybe cinerea (Pers.) P. D. Orton & Watling, 1969
- Hygrocybe cinereofirma Lodge, S. A. Cantrell & T. J. Baroni, 2001
- Hygrocybe citrina (Rea) J. E. Lange, 1940
- Hygrocybe citrinofusca (J. Favre) Bon, 1976
- Hygrocybe citrinovirens (J. E. Lange) Jul. Schäff., 1947
- Hygrocybe coccinea (Schaeff.) P. Kumm., 1871
- Hygrocybe coccineocrenata (P. D. Orton) M. M. Moser, 1967
- Hygrocybe collucera A. M. Young, R. Kearney & E. Kearney, 2001
- Hygrocybe comosa Bas & Arnolds, 2007
- Hygrocybe conica (Schaeff.) P. Kumm., 1871
- Hygrocybe conicoides (P. D. Orton) P. D. Orton & Watling, 1969
- Hygrocybe constans Murrill, 1912
- Hygrocybe constrictospora Arnolds, 1985
- Hygrocybe corallina Leelav., Manim. & Arnolds, 2006
- Hygrocybe corsica Candusso, 1996
- Hygrocybe cortinata Heinem., 1963
- Hygrocybe cremicolor Murrill, 1912
- Hygrocybe croceolutea (Hongo) Hongo, 1982
- Hygrocybe cruenta (Hongo) Hongo, 1982
- Hygrocybe cuspidata (Peck) Murrill, 1916
- Hygrocybe cystidiata Arnolds, 1986
- Hygrocybe cystidiorubra A. M. Young, 1997
- Hygrocybe davisii (Peck) Murrill, 1916
- Hygrocybe deceptiva (A. H. Sm. & Hesler) Leelav., Manim. & Arnolds, 2006
- Hygrocybe dimorpha (Berk. & Broome) Pegler, 1986
- Hygrocybe discolor (Kalchbr. & MacOwan) D. A. Reid, 1975
- Hygrocybe distans (Berk.) Bon & Chevassut, 1973
- Hygrocybe diversicolor (Petch) Pegler, 1986
- Hygrocybe dorothyae A. M. Young, 1997
- Hygrocybe dromedensis A. M. Young, 1997
- Hygrocybe earlei Murrill, 1911
- Hygrocybe elegans E. Horak, 1973
- Hygrocybe elegantissima (Berk. & Broome) Pegler, 1986
- Hygrocybe emeticicolor Heinem., 1963
- Hygrocybe erinacea (Pat.) Singer, 1959
- Hygrocybe erinensis (Dennis) R. Valenz., Guzmán & J. Castillo, 1981
- Hygrocybe erythrocala A. M. Young, 1997
- Hygrocybe erythrocrenata Monks & A. K. Mills, 1993
- Hygrocybe firma (Berk. & Broome) Singer, 1958
- Hygrocybe flammans (Berk.) A. M. Young, 1997
- Hygrocybe flammea (Scop.) Murrill, 1916
- Hygrocybe flavescens (Kauffman) Singer, 1951
- Hygrocybe flavifolia (A. H. Sm. & Hesler) Singer, 1951
- Hygrocybe flavocampanulata S. A. Cantrell & Lodge, 2001
- Hygrocybe flavolutea Murrill, 1911
- Hygrocybe foliirubens Murrill, 1941
- Hygrocybe franklinensis A. M. Young & A. K. Mills, 2002
- Hygrocybe fuhreri A. M. Young, 2000
- Hygrocybe fuliginata E. Horak, 1973
- Hygrocybe fuligineosquamosa (Cleland) Grgur., 1997
- Hygrocybe fulva (Berk.) Manjula, 1983
- Hygrocybe fumosogrisea (E. Horak) Boertm., 2002
- Hygrocybe fuscoaurantiaca (G. Stev.) E. Horak, 1971
- Hygrocybe glacialis T. Borgen & Senn-Irlet, 1995
- Hygrocybe globispora Leelav., Manim. & Arnolds, 2006
- Hygrocybe glutinipes (J. E. Lange) R. Haller Aar., 1956
- Hygrocybe gomez-millasii Lazo, 1972
- Hygrocybe gregaria Leelav., Manim. & Arnolds, 2006
- Hygrocybe griseoalbida Leelav., Manim. & Arnolds, 2006
- Hygrocybe griseobrunnea T. H. Li & C. Q. Wang, 2013
- Hygrocybe griseopallida Arnolds, 1985
- Hygrocybe griseoramosa A. M. Young, R. Kearney & E. Kearney, 2001
- Hygrocybe grundii Malloch, 2010
- Hygrocybe guyanensis Courtec., 1989
- Hygrocybe hahashimensis (Hongo) Hongo, 1982
- Hygrocybe hapuuae Desjardin & Hemmes, 1997
- Hygrocybe hayi A. M. Young, 1997
- Hygrocybe helobia (Arnolds) Bon, 1976
- Hygrocybe helvolofirma Pegler, 1983
- Hygrocybe hololeuca Singer, 1989
- Hygrocybe holoxantha E. Horak, 1980
- Hygrocybe hondurensis Murrill, 1911
- Hygrocybe huronensis (A. H. Sm. & Hesler) Singer, 1951
- Hygrocybe hygrocyboides (Kühner) Arnolds, 1987
- Hygrocybe hypholomoides Henn., 1901
- Hygrocybe hypohaemacta (Corner) Pegler, 1978
- Hygrocybe hypospoda A. M. Young, 2000
- Hygrocybe ignipileata Pegler, 1983
- Hygrocybe imazekii Hongo, 1959
- Hygrocybe immutabilis (Peck) Murrill, 1916
- Hygrocybe inaequalis Velen., 1939
- Hygrocybe incolor Pegler, 1983
- Hygrocybe ingrata J. P. Jensen & F. H. Møller, 1945
- Hygrocybe innata (E. Horak) Boertm., 2002
- Hygrocybe insipida (J. E. Lange) M. M. Moser, 1967
- Hygrocybe intermedia (Pass.) Fayod, 1889
- Hygrocybe iropus A. M. Young, 1997
- Hygrocybe jackmanii Lebeuf, Thorn, Boertm. & Voitk, 2015
- Hygrocybe julietae (G. Stev.) E. Horak, 1971
- Hygrocybe kandora Grgur. & A. M. Young, 1997
- Hygrocybe keithgeorgei (G. Stev.) E. Horak, 1971
- Hygrocybe keralensis Leelav., Manim. & Arnolds, 2006
- Hygrocybe kouskosii A. M. Young, 2000
- Hygrocybe kula Grgur., 1997
- Hygrocybe laboyi S. A. Cantrell & Lodge, 2001
- Hygrocybe lactarioides Singer, 1989
- Hygrocybe laetissima (A. H. Sm. & Hesler) Singer, 1951
- Hygrocybe lamalama Desjardin & Hemmes, 1997
- Hygrocybe lanecovensis A. M. Young, 1999
- Hygrocybe laricina (Peck) Murrill, 1916
- Hygrocybe lateritiorosella Singer, 1969
- Hygrocybe lepidopellis Pegler, 1983
- Hygrocybe leporina (Fr.) P. D. Orton & Watling, 1969
- Hygrocybe leucogloea A. M. Young, 1997
- Hygrocybe lilaceolamellata (G. Stev.) E. Horak, 1971
- Hygrocybe lilacinella Courtec., 1989
- Hygrocybe lilacinoides (E. Horak) Boertm., 2002
- Hygrocybe lobatospora Leelav., Manim. & Arnolds, 2006
- Hygrocybe lurida (Berk. & M. A. Curtis) Murrill, 1916
- Hygrocybe lutea (Beeli) Heinem., 1963
- Hygrocybe luteistipes (Dennis) S. A. Cantrell & Lodge, 2000
- Hygrocybe luteo-omphaloides Norvell, Redhead & Ammirati, 1994
- Hygrocybe luteoconica A. M. Young, 1997
- Hygrocybe luteoglutinosa (E. Horak) Boertm., 2002
- Hygrocybe macrosiparia A. Barili, C. W. Barnes, J. A. Flores & Ordoñez, 2017
- Hygrocybe macrospora (S. Ito & S. Imai) S. Ito, 1959
- Hygrocybe magnifica de Meijer, 2009
- Hygrocybe manadukaensis Senthil., Kumaresan & S. K. Singh, 2011
- Hygrocybe marchii (Bres.) Singer, 1951
- Hygrocybe martinicensis Pegler & Fiard, 1978
- Hygrocybe megistospora Singer, 1989
- Hygrocybe melleofusca Lodge & Pegler, 1990
- Hygrocybe mellita Pegler, 1983
- Hygrocybe memorialis Bon & Lefebvre, 1999
- Hygrocybe mephitica (Peck) Courtec., 1989
- Hygrocybe miniata (Fr.) P. Kumm., 1871
- Hygrocybe miniatoaurantiaca Hongo, 1990
- Hygrocybe miniatofirma S. A. Cantrell & Lodge, 2001
- Hygrocybe miniatostriata (S. Ito & S. Imai) S. Ito, 1959
- Hygrocybe miniceps (G. Stev.) E. Horak, 1990
- Hygrocybe minutula (Peck) Murrill, 1916
- Hygrocybe mississippiensis (Cibula) D. P. Lewis & Ovrebo, 2009
- Hygrocybe mollis (Berk. & Broome) M. M. Moser, 1967
- Hygrocybe monscaiensis Palazón, Tabarés & Rocabruna, 1999
- Hygrocybe monteverdae Bañares & Arnolds, 2002
- Hygrocybe moseri Bon, 1976
- Hygrocybe mucilaginosa (Berk. & M. A. Curtis) Malloch, 2010
- Hygrocybe mucronella (Fr.) P. Karst., 1879
- Hygrocybe murina (C. J. Bird & Grund) Malloch, 2010
- Hygrocybe murinacea (Bull.) M. M. Moser, 1967
- Hygrocybe mutabilis Singer, 1989
- Hygrocybe mycenoides (A. H. Sm. & Hesler) Lodge & S. A. Cantrell, 2004
- Hygrocybe naranjana Pegler, 1978
- Hygrocybe natarajanii Senthil. & Kumaresan, 2010
- Hygrocybe neoceracea Hongo, 1984
- Hygrocybe neofirma S. A. Cantrell & Lodge, 2001
- Hygrocybe nigrescens (Quél.) Kühner, 1926
- Hygrocybe nitrata (Pers.) Wünsche, 1877
- Hygrocybe nivosa (Berk. & Broome) Leelav., Manim. & Arnolds, 2006
- Hygrocybe nobilis Velen., 1939
- Hygrocybe noelokelani Desjardin & Hemmes, 1997
- Hygrocybe noninquinans (Lodge & S. A. Cantrell) Lodge & S. A. Cantrell, 2013
- Hygrocybe nouraguensis Courtec., 1989
- Hygrocybe obrussea (Fr.) Wünsche, 1877
- Hygrocybe occidentalis (Dennis) Pegler, 1978
- Hygrocybe octayensis Singer, 1969
- Hygrocybe olivaceofirma Lodge, S. A. Cantrell & Nieves-Riv., 2001
- Hygrocybe olivaceoviridis (Hongo) Hongo, 1982
- Hygrocybe ortoniana Bon, 1989
- Hygrocybe ostrina (E. Horak) Boertm., 2002
- Hygrocybe otsuensis (Hongo) Hongo, 1982
- Hygrocybe ovina (Bull.) Kühner, 1926
- Hygrocybe ovinoides Lodge, S. A. Cantrell & T. J. Baroni, 2004
- Hygrocybe pakelo Desjardin & Hemmes, 1997
- Hygrocybe pantoleuca (Hongo) Hongo, 1982
- Hygrocybe papillata (Dennis) S. A. Cantrell & Lodge, 2004
- Hygrocybe paraceracea Bon, 1989
- Hygrocybe paraibensis Singer, 1965
- Hygrocybe parvicoccinea (S. Ito & S. Imai) S. Ito, 1959
- Hygrocybe parvula (Peck) Murrill, 1916
- Hygrocybe peckii (G. F. Atk.) Murrill, 1916
- Hygrocybe pernambucensis (Bat. & A. F. Vital) Putzke, 1994
- Hygrocybe phaeococcinea (Arnolds) Bon, 1985
- Hygrocybe polychroma Bougher & A. M. Young, 1997
- Hygrocybe pomona (Berk.) Manjula, 1983
- Hygrocybe prieta Lodge & Pegler, 1990
- Hygrocybe procera (G. Stev.) E. Horak, 1971
- Hygrocybe proteus Singer, 1969
- Hygrocybe pseudo-olivaceonigra Picón, 1998
- Hygrocybe pseudoadonis S. A. Cantrell & Lodge, 2004
- Hygrocybe pseudoamylospora Singer, 1989
- Hygrocybe pseudococcinea Hongo, 1959
- Hygrocybe pseudocuspidata Kühner, 1977
- Hygrocybe pseudosciophana Heinem., 1963
- Hygrocybe puaena Desjardin & Hemmes, 1997
- Hygrocybe puellaris (Hongo) Hongo, 1989
- Hygrocybe pumanquensis Singer, 1971
- Hygrocybe punicea (Fr.) P. Kumm., 1871
- Hygrocybe purpurea (Beeli) Heinem., 1963
- Hygrocybe purpureofolia (H. E. Bigelow) Courtec., 1989
- Hygrocybe pusilla (Peck) Murrill, 1916
- Hygrocybe quieta (Kühner) Singer, 1951
- Hygrocybe radiata Arnolds, 1989
- Hygrocybe rainierensis (Hesler & A. H. Sm.) Malloch, 2010
- Hygrocybe reesiae A. M. Young, 1997
- Hygrocybe reidii Kühner, 1976
- Hygrocybe rhodoleuca Singer, 1973
- Hygrocybe rhodophylla Kühner, 1977
- Hygrocybe rigelliae (Velen.) E. Ludw., 2004
- Hygrocybe riparia Kreisel, 1960
- Hygrocybe rodwayi (Massee) A. M. Young, 1997
- Hygrocybe rosea Murrill, 1911
- Hygrocybe roseascens E. Ludw. & J. G. Svenss., 2004
- Hygrocybe roseiceps Murrill, 1942
- Hygrocybe roseoflavida A. M. Young & A. K. Mills, 2002
- Hygrocybe roseopallida Lodge & Ovrebo, 2008
- Hygrocybe roseostriata (Berk. & Broome) Pegler, 1986
- Hygrocybe rubida Vrinda & Pradeep, 2013
- Hygrocybe rubra (Peck) Murrill, 1916
- Hygrocybe rubrocarnosa (G. Stev.) E. Horak, 1971
- Hygrocybe rubroflava Singer, 1973
- Hygrocybe rubrolamellata T. Borgen & Arnolds, 2004
- Hygrocybe rubrolutea A. M. Young, 1997
- Hygrocybe rubronivea A. M. Young, 2000
- Hygrocybe russocoriacea (Berk. & T. K. Mill.) P. D. Orton & Watling, 1969
- Hygrocybe salicis-herbaceae Kühner, 1976
- Hygrocybe saltirivula A. M. Young, 2000
- Hygrocybe sangayensis A. Barili, C. W. Barnes, J. A. Flores & Ordoñez, 2017
- Hygrocybe sanguineocrenulata A. M. Young, 1997
- Hygrocybe schistophila A. M. Young, 2005
- Hygrocybe siccitatipapillata A. M. Young, 1997
- Hygrocybe silvae-araucariae de Meijer, 2009
- Hygrocybe similis (Petch) Pegler, 1986
- Hygrocybe singeri (A. H. Sm. & Hesler) Singer, 1958
- Hygrocybe siparia (Berk.) Singer, 1965
- Hygrocybe smaragdina Leelav., Manim. & Arnolds, 2006
- Hygrocybe spadicea (Scop.) P. Karst., 1879
- Hygrocybe sparifolia T. H. Li & C. Q. Wang, 2015
- Hygrocybe splendidissima (P. D. Orton) M. M. Moser, 1967
- Hygrocybe squamulosa (Ellis & Everh.) Arnolds, 1995
- Hygrocybe squarrosa (E. Horak) Boertm., 2002
- Hygrocybe stagnina Hongo, 1959
- Hygrocybe striatella Singer, 1969
- Hygrocybe striatolutea E. Horak, 1973
- Hygrocybe subacuta (Hongo) Hongo, 1982
- Hygrocybe subalba Bon & Réaudin, 1994
- Hygrocybe subcaespitosa Murrill, 1911
- Hygrocybe subceracea Murrill, 1939
- Hygrocybe subcinnabarina (Hongo) Hongo, 1982
- Hygrocybe subflavida Murrill, 1911
- Hygrocybe subheteromorpha Singer, 1969
- Hygrocybe sublurida (Murrill) M. Zang, 1996
- Hygrocybe subminiata Murrill, 1911
- Hygrocybe subminutula Murrill, 1940
- Hygrocybe subpapillata Kühner, 1979
- Hygrocybe subpsittacina (Rick) Raithelh., 1992
- Hygrocybe subrubra Murrill, 1939
- Hygrocybe substrangulata (P. D. Orton) P. D. Orton & Watling, 1969
- Hygrocybe subvitellina (S. Imai) S. Ito, 1959
- Hygrocybe sulfurea (G. Stev.) Boertm., 2002
- Hygrocybe suzukaensis (Hongo) Hongo, 1982
- Hygrocybe swanetica Singer, 1931
- Hygrocybe sylvaria A. M. Young, 1997
- Hygrocybe tatrensis Nespiak, 1961
- Hygrocybe tidbillensis A. M. Young, 1997
- Hygrocybe transformabilis Singer, 1973
- Hygrocybe tricolor (Berk. & Broome) Pegler, 1986
- Hygrocybe tricoloroides Pegler, 1986
- Hygrocybe trinitensis (Dennis) Pegler, 1978
- Hygrocybe troyana Murrill, 1911
- Hygrocybe turunda (Fr.) P. Karst., 1879
- Hygrocybe umbilicata Iqbal Hosen & T. H. Li, 2016
- Hygrocybe unispora A. M. Young, 1997
- Hygrocybe vallomarginata A. M. Young, 1997
- Hygrocybe venusta Hongo, 1984
- Hygrocybe verrucifer Velen., 1939
- Hygrocybe veselskyi Singer & Kuthan, 1976
- Hygrocybe vinosa (Beeli) Heinem., 1963
- Hygrocybe virescens (Hesler & A. H. Sm.) Montoya & Bandala, 2007
- Hygrocybe viridiconica A. M. Young, 1997
- Hygrocybe viridiphylla Lodge, S. A. Cantrell & T. J. Baroni, 2004
- Hygrocybe viridis Capelari & Maziero, 1988
- Hygrocybe viridula Lodge & Pegler, 1990
- Hygrocybe viscaurantia (E. Horak) Boertm., 2002
- Hygrocybe viscidibrunnea Bougher & A. M. Young, 1997
- Hygrocybe vulpinus Velen., 1939
- Hygrocybe waolipo Desjardin & Hemmes, 1997
- Hygrocybe watagensis A. M. Young, 1997
- Hygrocybe wilsonensis A. M. Young, 1997
- Hygrocybe xanthopoda A. M. Young, 2000
- Hygrocybe zonata S. A. Cantrell & Lodge, 2004
- Hygrocybe zuluensis Boertm., 1998